# 沿江风光带

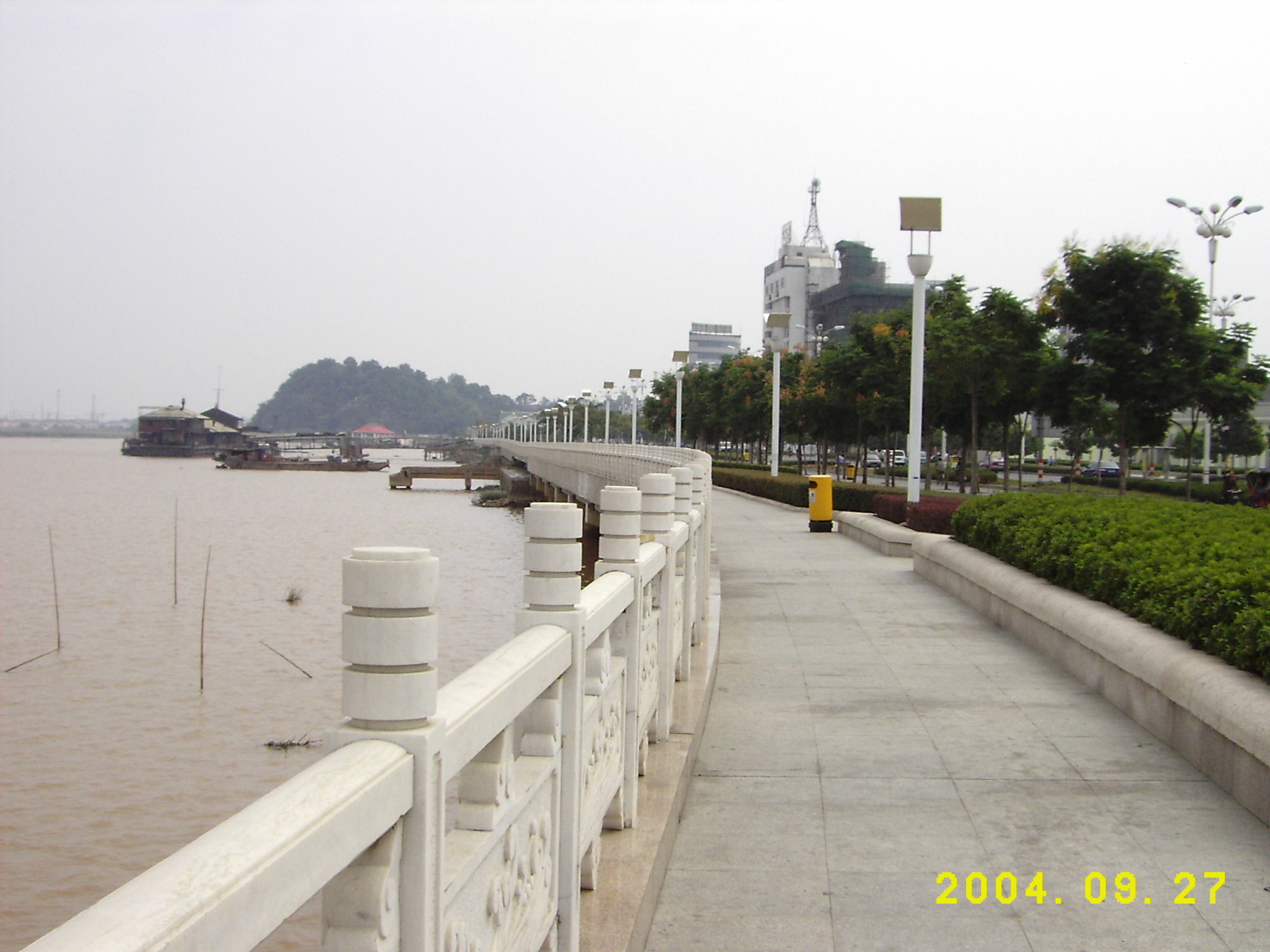
长江沿岸的风光带，浙江境内

沿江风光带，也称滨江风光带。指江河沿岸城市，在江河沿岸规划修建的绿化带景区，供市民休憩、娱乐之用。大型湖泊沿岸，也会建有沿湖风光带。

## 构成

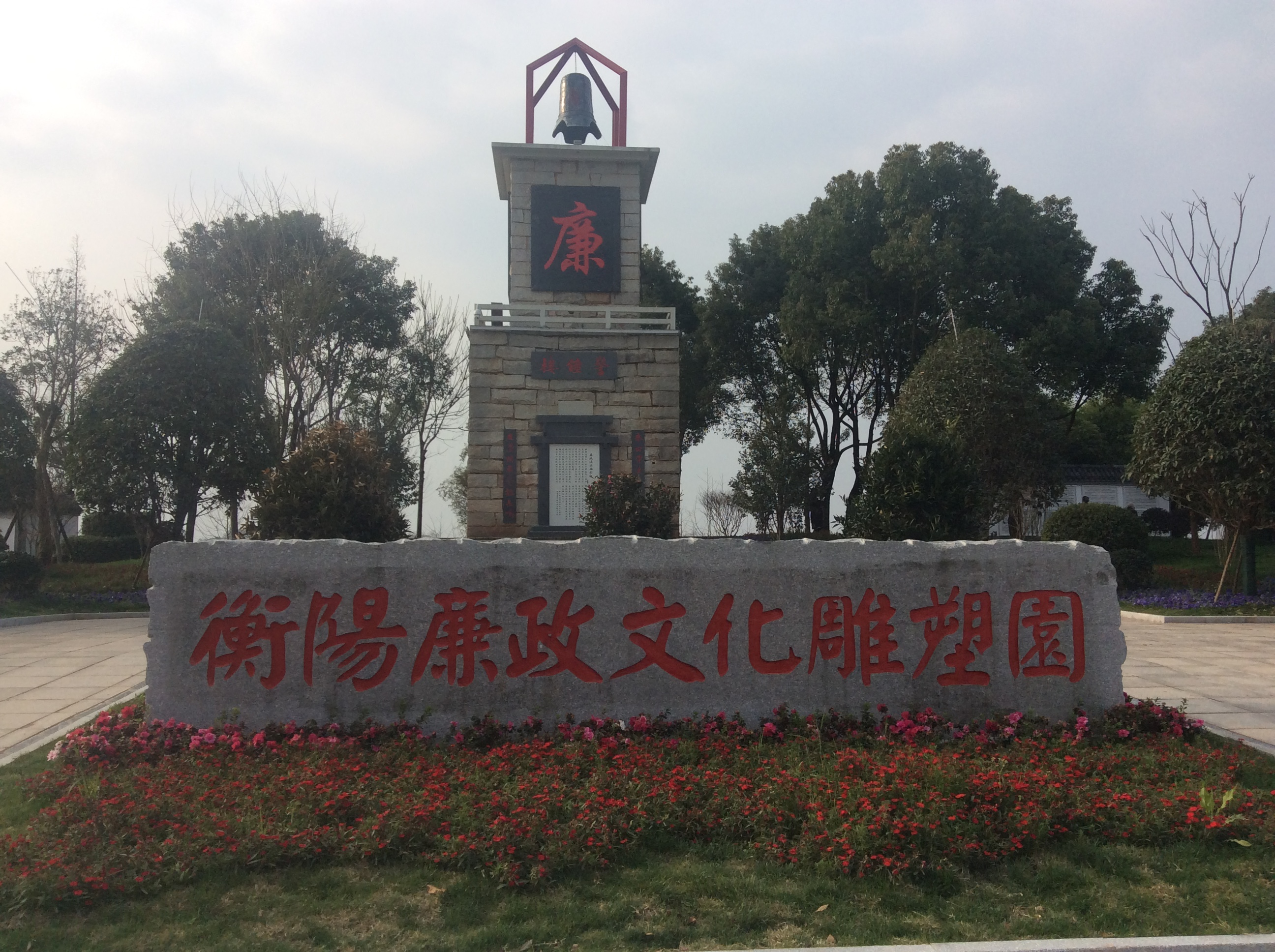
蒸水河沿岸的衡阳廉政文化雕塑园

沿江风光带上绿化面积广，通常建有长廊、文化墙、凉亭、雕塑，沿途建立免费停车场、公厕等公共设施。
有的沿江风光带也会建立有特色的景区，如湖南衡阳在高新区蒸水河沿岸风光带中建立衡阳廉政文化雕塑园，宣传廉政文化。

## 分布

新安江边公园

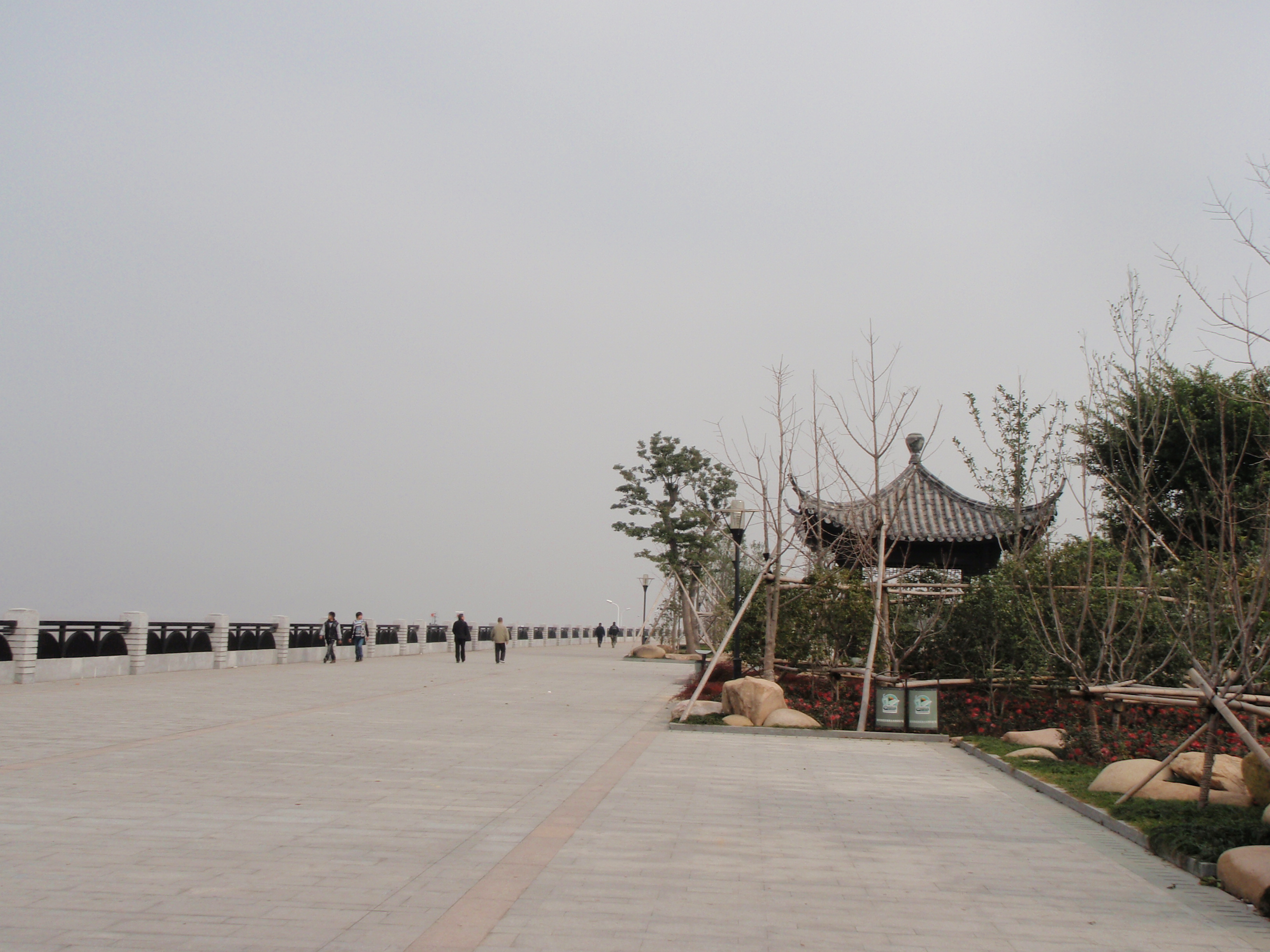
温州瓯江路的沿江走廊

### 湘江风光带
湖南省的长沙、株洲、衡阳、永州等城市都建有湘江风光带。除湘江外，衡阳境内的耒水、郴州境内的郴江河、邵阳境内的资江、常德、益阳境内的沅江，都建有沿江风光带。

### 南京滨江风光带
南京的滨江风光带共有58公里，包括河西新城建邺区段、江心洲段、鼓楼区段、下关区段、下关滨江商务区段、幕燕段、燕子矶段等13个段落，每一段都各具特色。

## 益处
江河沿岸地带多分布着棚户区，沿江餐馆等违章建筑，这明确违反《中华人民共和国河道管理条例》内堤防和护堤地禁止建房、开展集市贸易等活动的规定。建立沿江风光带，能使沿岸地带得到政府的集中管理。同时，江河沿岸及周边可能历史上本就建有名胜景点，如南京滨江风光带上有静海寺、渡江胜利纪念馆、下关电厂、和记洋行等，风光带的建设，有利于景点的综合性开发。

## 管理上的困难

### 涨水问题
江河水位上涨会淹没风光带，洪水退去后遗留下淤泥、垃圾，需要环卫部门的清理。如湘江株洲段的沿江风光带每年大概要有五六次的大扫除。

### 游人问题
因为沿江风光带作为开放式景点，人们能自由进入。也出现了机动车、电动车开入风光带，摊贩占道、露天KTV扰民、乱丢垃圾、随地便溺等不文明现象，难以管理。衡阳湘水明珠文化公园（湘江风光带江东沿岸）还发生过电缆线和投光灯被盗窃团伙盗走的案件。